# Hæftelade
En hæftelade er et redskab der bruges af bogbindere til at fastholde de enkelte ark ved sammenhæftning til en bogblok, der derefter kan indbindes, indlægges i et omslag eller bearbejdes på anden måde efter formålet.
Hæfteladen består i sin simpleste skikkelse af et bræt med to opstandere, der bærer en tværliste, som kan stilles i forskellig højde, hvorfor opstanderne helst må være forsynede med skruegænger til regulering.
Man anvender et passende antal hæftesnore eller bændler efter bogens størrelse.
- Nyere hæftelade. De falsede ark hæftes på de lodrette "bind", hæftesnore eller som her bændler.
- Bogblokken bygges op ved hæfteladen. Læg efter læg hæftes til hæftesnorene eller bændlerne.[2]
- En færdig bogblok til videre bearbejdning